# Cobi Schoondergang-Horikx
Jacoba Anna (Cobi) Schoondergang-Horikx (Leiden, 10 maart 1933 – Santpoort-Noord, 26 september 2023) was een Nederlands politicus. Ze was van 1995 tot 2003 lid van de Eerste Kamer der Staten-Generaal. Schoondergang-Horikx was achtereenvolgens lid van PPR en GroenLinks.

## Biografie
Tussen 1945 en 1951 bezocht Schoondergang een meisjes HBS. In 1955 trouwde zij en werd zij huisvrouw. In 1972 begon zij aan een studie planologie aan de Universiteit van Amsterdam die zij combineerde met een studie filosofie. In 1980 studeerde zij af en tussen 1980 en 1981 studeerde zij bestuurskunde. In 1972 werd zij ook lid van de Politieke Partij Radikalen. In 1980, werd zij parttime beleidmedewerker vervoer bij het Provinciaal Overlegorgaan Gehandicaptenbeleid. Dat bleef ze tot 1985.
In 1982 werd ze verkozen in de Provinciale Staten van Noord-Holland. Tussen 1982 en 1987 was dat voor de PPR, vervolgens tot 1995 voor GroenLinks. Tussen 1983 en 1991 was zij fractievoorzitter. In 1986 stond zij hoog op de lijst van de PPR voor de Tweede Kamer (nummer drie), maar zij werd niet verkozen, omdat de PPR maar twee zetels haalde. Als kandidaat en eerste opvolger werkte zij tussen 1985 en 1987 voor de PPR-fractie. 
Tussen 1995 en 2003 was zij lid van de Eerste Kamer voor GroenLinks. Vanaf 1997 is zij daarnaast lid van de adviesraad van het Institute for Migration Issues. In de Eerste Kamer hield zij zich bezig met economische zaken en onderwijs. Vanaf 1998 is zij bestuurslid van het NCB (Nederlands Centrum Buitenlanders). Toen zij in 2003 de Kamer verliet werd zij benoemd tot Ridder in de Orde van Oranje-Nassau. Vanaf 2003 is zij ook bestuurslid van het Genootschap van oud-Senatoren. Van 2004 tot maart 2013 was zij voorzitter van Stichting VredesWetenschappen. Ze is ook voorzitter van GroenLinks Velsen geweest.
Ze overleed in 2023 op 90-jarige leeftijd in haar woonplaats Santpoort-Noord.
- Parlement.com: vg09llq449zp